# Jeu vidéo en Autriche
Le jeu vidéo en Autriche est un marché qui représente plus de 300 millions d’euros de chiffre d’affaires en 2016. L’industrie du jeu vidéo s’y développe à la fin des années 1990 à la suite du succès inattendu de Anno 1602 de Max Design puis connaît un nouveau tournant lors de la création du studio de Rockstar Vienna.
Le premier jeu développé en Autriche est un jeu d’aventure textuel créé par Hannes Seifert, intitulé The Abandoned Planet et publié par l’éditeur allemand Markt & technik en 1989. Il faut cependant attendre le début des années 1990 pour qu’un studio de développent autrichien soit reconnu à l’international avec la création de Max Design en 1991 qui se fait connaître grâce à ses jeux de simulation comme Cash (1991), 1869 (1992) et Anno 1602 (1998). Ce dernier s’est vendu à plus de quatre millions d’exemplaires, ce qui en fait le jeu vidéo le plus populaire développé en Autriche ou en Allemagne des années 1990. Si le succès du studio démontre que les développeurs autrichiens sont capables de pénétrer le marché allemand et international, il montre aussi leurs difficultés à s’établir comme des acteurs durables du secteur, les principaux acteurs du secteur ayant subitement disparu après une période de forte croissance. C’est notamment le cas de Rockstar Vienna, créé en 1993, qui ferme finalement ses portes en 2006 après avoir connu son heure de gloire avec notamment le développement des versions Xbox de GTA III ou de Max Payne.